# Landesmeisterschaft Schleswig-Holstein 1946/47
Die Landesmeisterschaft Schleswig-Holstein war 1946/47 der höchste Fußball-Wettbewerb in Schleswig-Holstein; außer zur Ermittlung des Landesmeisters diente er auch als Qualifikationswettbewerb zur Ermittlung der schleswig-holsteinischen Vertreter in der zur Saison 1947/48 neu eingeführten Oberliga Nord sowie der Teilnehmer an der britischen Zonenmeisterschaft im Fußball.

## Geschichte
Nachdem die Britischen Militärbehörden nach dem Zweiten Weltkrieg in ihrer Zone in der Saison 1945/46 nur oberste Fußball-Spielklassen auf Stadt- oder Bezirksebene zuließen, war für Schleswig-Holstein bereits für die Saison 1946/47 die Einführung einer zumindest landesweiten eingleisigen Landesliga Schleswig-Holstein geplant, die dann in diesem Zeitraum erstklassig gewesen wäre. Deshalb war vorgesehen, in der Saison 1945/46 im Anschluss an die vier durchgeführten Bezirksmeisterschaften einen zusätzlichen Qualifikationswettbewerb für die Landesliga in drei Staffeln durchzuführen. Aufgrund der Vorbereitungen für eine Norddeutsche Meisterschaft wurden diese Planungen aber wieder aufgegeben.
Stattdessen fand 1946/47 unter 20 zuvor in den Ligen um die Bezirksmeisterschaften qualifizierten Vereinen eine Landesmeisterschaft in mehreren Einzelrunden statt, die zunächst im K.-o.-System, in den Endspielen unter den letzten vier Vereinen als Gruppenspiele („jeder gegen jeden“ zweimal) ausgetragen wurde. Insgesamt zehn der 20 Vereine kamen aus den beiden Staffeln des Ost-Bezirks, insgesamt vier aus den beiden Staffeln des Süd-Bezirks sowie je drei Vereine aus dem Bezirk Nord und dem Bezirk West.

## Ergebnisse
Vorrunde
|                     | Ergebnis |                 |
| ------------------- | -------- | --------------- |
| FC Union Neumünster | 0:2      | VfL Oldesloe    |
| TSV Brunsbüttelkoog | 4:2      | Eckernförder SV |

1. Hauptrunde
|                     | Ergebnis  |                     |
| ------------------- | --------- | ------------------- |
| Phönix Lübeck       | 1:1 n. V. | VfB Kiel            |
| Itzehoer SV         | 1:0 n. V. | Flensburg 08        |
| Preetzer TSV        | 1:2       | Fortuna Glückstadt  |
| Holstein Kiel       | 6:0       | Schleswig 06        |
| VfL Oldesloe        | 4:1       | TSV Brunsbüttelkoog |
| Gut-Heil Neumünster | 3:2       | Eutin 08            |
| TuS Nortorf         | 2:8       | VfB Lübeck          |
| Polizei SV Kiel     | 5:1       | Union-Teutonia Kiel |
| Kilia Kiel          | 3:0       | Rot-Weiß Niebüll    |

Wiederholungsspiel
|               | Ergebnis |          |
| ------------- | -------- | -------- |
| Phönix Lübeck | 5:3      | VfB Kiel |

2. Hauptrunde
| | Ergebnis  |                     |
| --- | --------- | ------------------- |
| VfB Lübeck | 6:0       | Fortuna Glückstadt  |
| Polizei SV Kiel | 5:1       | VfL Oldesloe        |
| Itzehoer SV | 3:2       | Phönix Lübeck       |
| Kilia Kiel | 2:1       | Gut-Heil Neumünster |
| Holstein Kiel | spielfrei |                     |
| Die Sieger der 2. Hauptrunde kamen mit Ausnahme von Polizei Kiel in die Endspiele; Polizei Kiel musste in einer Zwischenrunde gegen die in dieser Runde spielfreie Mannschaft von Holstein Kiel spielen |           |                     |

Zwischenrunde
|               | Ergebnis |                 |
| ------------- | -------- | --------------- |
| Holstein Kiel | 9:1      | Polizei SV Kiel |

Endspiele
| Pl.                                                                                   | Verein        | Sp. | S | U | N | Tore    | Quote | Punkte |
| ------------------------------------------------------------------------------------- | ------------- | --- | - | - | - | ------- | ----- | ------ |
| 1.                                                                                    | VfB Lübeck    | 6   | 4 | 2 | 0 | 020:800 | 2,50  | 10:20  |
| 2.                                                                                    | Holstein Kiel | 6   | 3 | 1 | 2 | 013:800 | 1,63  | 07:50  |
| 3.                                                                                    | Itzehoer SV   | 5   | 1 | 1 | 3 | 007:130 | 0,54  | 03:70  |
| 4.                                                                                    | Kilia Kiel    | 5   | 1 | 0 | 4 | 005:160 | 0,31  | 02:80  |
| das letzte Spiel zwischen Kilia Kiel und dem Itzehoer SV wurde nicht mehr ausgetragen |               |     |   |   |   |         |       |        |

## Weitere Saisonartikel
- Bezirksmeisterschaftsliga (britische Zone) (Saison 1945/46)
- Landesliga Schleswig-Holstein 1947/48
- Landesliga Schleswig-Holstein 1948/49
- Landesliga Schleswig-Holstein 1949/50
- Landesliga Schleswig-Holstein 1950/51